# Grethe Auer

Grethe Auer vor 1910

Margarethe Emma „Grethe“ Auer, verheiratete Güterbock, (* 25. Juni 1871 in Wien, Österreich-Ungarn; † 16. Juli 1940 in Berlin) war eine schweizerisch-österreichische Schriftstellerin.

## Leben
Grethe Auer kam als eines von fünf Kindern des Schweizer Architekten Hans Wilhelm Auer (1847–1906) und der Wienerin Marie Elise Henking in Wien zur Welt. Sie besuchte zuerst eine katholische Privatschule, später eine evangelische, die sie mit 14 Jahren verließ. Im Anschluss kam sie auf eine Fortbildungsschule, in der besonders die englische Sprache gepflegt wurde, und danach eine Nähschule. Im Jahr 1888 siedelte die Familie nach Bern über. Entweder studierte Auer bereits in dieser Zeit Philosophie und Literaturwissenschaften in Bern und schloss ihr Studium sogar mit einer Promotion ab oder sie begann erst mit 32 Jahren, nach ihrer Rückkehr aus Marokko, an der Universität Bern Literaturwissenschaft und Philosophie zu studieren. Nach einer geplatzten Verlobung zog Auer von 1897 bis 1903 zu ihrem Bruder, einem Kaufmann, nach Mazagan in Marokko, und führte diesem den Haushalt. Von der arabischen Kultur beeindruckt, lernte sie die arabische Sprache. Sie veröffentlichte gesammelte Erzählungen dieser Jahre in mehreren Erzählbänden sowie in Zeitungen wie dem Bund und der Straßburger Post.
Als ihr eine Stelle als Hausdame und Erzieherin angeboten wurde, ging sie nach Berlin. Dort lernte sie in den aus einer jüdischen Familie stammenden Privatgelehrten und Kunsthistoriker Bruno Güterbock (1858–1940) kennen, den sie 1907 heiratete. Das Ehepaar lebte in Berlin, unternahm aber in den Folgejahren zahlreiche Reisen in den Nahen Osten zu verschiedenen Ausgrabungsstätten. Der Ehe entstammten zwei Söhne, der spätere Hethitologe Hans Gustav Güterbock (1908–2000) und Bruno, genannt „Bärle“, Güterbock (1911–1951). Beide Söhne emigrierten nach 1933: Der ältere nahm eine Professur in Ankara an, der jüngere reiste nach Argentinien aus. Auer starb sechs Monate nach ihrem Mann am 16. Juli 1940 in Berlin.
Ihre Werke umfassen neben Auseinandersetzungen mit der arabischen Kultur auch historische Romane. 1928 erhielt sie für ihr Gesamtwerk den Preis der Schweizerischen Schillerstiftung.

## Werke
- Marokkanische Erzählungen. Francke, Bern 1904. (Digitalisat)
- Marokkanische Sittenbilder. Francke, Bern 1905. (Digitalisat)
- Dschemschid. Episode in drei Akten Mit Benützung einer altiranischen Sage. Francke, Bern 1905.
- Bruchstücke aus den Memoiren des Chevalier von Roquesant. Herausgegeben und geordnet von Grethe Auer. Deutsche Verlags-Anstalt, Stuttgart/Leipzig 1907. Digitale Neuausgabe Antigonos, Paderborn 2013. (Digitalisat)
- Marrakesch. Deutsche Dichter-Gedächtnis-Stiftung, Hamburg 1910.
- Gabrielens Spitzen. Zwei Erzählungen. Fleischel, Berlin 1919. (Digitalisat der Ausg. 1926, Neuauflage 2021, ISBN 978-3-7437-4178-2)
- Das sterbende Volk. 1921. (Vorabveröffentlichung von Dschilali in Reclams Universum)[7]
- Dschilali. Geschichte eines Arabers. Deutsche Verlags-Anstalt, Stuttgart/Berlin 1922.
- König Echnaton in El-Amarna. 16 Bilder von Clara Siemens, Text von Grethe Auer. Hinrichs, Leipzig 1922. (Digitalisat)
- Die Seele der Imperia. Eine Verwandlung. Deutsche Verlags-Anstalt, Stuttgart/Berlin 1923.
- Ibn Chaldun. Eine Berbergeschichte aus der Almohadenzeit. Novelle. Deutsche Verlags-Anstalt, Stuttgart/Berlin 1925.
- Suite in Dur. Vier Erzählungen. Deutsche Verlags-Anstalt, Stuttgart/Berlin 1928.
- Bonvouloir. Ein Roman aus den Vendéekriegen. Deutsche Verlags-Anstalt, Stuttgart/Berlin 1929.
- Die Zwergin Miranda. Erzählung. Bern, Francke 1934.